# Hypericum ellipticum
Hypericum ellipticum är en johannesörtsväxtart som beskrevs av William Jackson Hooker. Hypericum ellipticum ingår i släktet johannesörter, och familjen johannesörtsväxter. Inga underarter finns listade i Catalogue of Life.